# Huszti András (jogtudós)
Huszti András (Huszt, 17. század vége/18. század eleje – Kolozsvár, 1755) magyar jogtudós.

## Élete
Huszti András a 17. század végén vagy a 18. század elején született Huszt városában. 1714 és 1721 között a nagyenyedi kollégiumban tanult. 1722 táján Kolozsvárra ment tanulni. 1727-től pedig az Odera menti Frankfurt egyetemére ment teológiát és jogot tanulni. 1733-ban a kolozsvári Református Kollégium egyik jogtanárává választották, azonban bizonyos dogmák kapcsán vallott nézetei miatt összeütközésbe került az egyházzal, megfosztották állásától, majd ki is zárták az egyházból. Bod Péter visszaemlékezései szerint hivatala elvesztése után Huszti "részegségre adta magát", és levéltárrendezőként tartotta fenn magát. Kolozsvárott halt meg 1755-ben.

## Művei
- 1728 - Dissertatio theologica de Christo primogenito
- 1731 - Origo, Incrementum, & Facies hodierna Trium in Transilvania illustrium gymnasiorum reformatorum Online
- 1742 - Jurisprudentia Hungarico-Transilvanica[2][3]
- 1791 - Ó és újj Dácia[4]

## Külső hivatkozások
- Szinnyei József: Magyar írók élete és munkái